# Hess Is More
Hess Is More startede som et elektronisk soloprojekt for den danske musiker Mikkel Hess, og har via en række samarbejder udviklet sig til et større ensemble med musikere baseret i henholdsvis København og New York. 
I 2003 udkom debutalbummet, The Soundtrack, som var indspillet til opsætningen af Vinden i Piletræerne på Det Kongelige Teater. Albummet udsendtes i samarbejde mellem Superstar Records og Boinkbox, og fulgtes op med en række elektronisk baserede live præsentationer. 
I 2005 fik projektet kontrakt med Kenneth Bagers pladeselskab Music For Dreams, der lancerede Hess Is More internationalt og genudgav en revideret udgave af debutalbummet, der nu havde fået titlen Tip Top Dynamo. I forbindelse med udgivelsen debuterede projektets første længevarende live konstellation der havde Jens Bjørnkjær, Nikolaj Hess og Mikkel Hess som de bærende kræfter og regelmæssigt præsenterede skuespilleren Charlotte Munck på scenen i forskellige performance indslag. Året efter udkom albummet Captain Europe, og vokalisten Bang Chau blev herefter en fast del af live bandet, bl.a. med sangen "Yes Boss". I 2007 udsendtes albummet Live at Wood Wood, der var indspillet i butikken Wood Wood i København. I foråret 2008 udkom det fjerde studiealbum Denial, som affødte singlen "Ssshhhh", der med sit genkendelige fløjtetema blev valgt som P3s Uundgåelige.. I 2009 udkom opsamlingsalbummet Hits, og i 2010 markerede EP'en Democracy afslutningen på den hidtidige live konstellation. 
I 2011 udkom albummet Creation Keeps the Devil Away, produceret af Rasmus Bille Bahncke og Mikkel Hess via Nublu Records. En ny live konstellation med musikere fra henholdsvis København og New York debuterede i foråret 2011, og har siden været aktiv primært i Danmark og USA. 
I 2014 udsendtes Myheadisaballroom / Whoneedsapalaceanyway i samarbejde mellem This Is Care Of & Concierge Records, og dette album præsenterer for første gang projektets 7 mands besætning samlet i studiet.  
I 2015 indgik Hess Is More samarbejde med det tyske pladeselskab Gomma Records om udsendelse af originaler og remixes under titlen "Bearsong / Primate".
I 2017 udsendtes albummet 80 Years via Engelske Edition Records. På albummet medvirker musikere fra Hess Is More's faste ensemble samt East Coast Inspirational Singers, Rune Harder Olesen og Tom Harrel. I forbindelse med album udgivelsen udsendtes to musikvideoer skabt i samarbejde med designer Henrik Vibskov. 
I 2019 søsattes koncertserien “Hess Is More - Apollonian Circles” med 10 koncerter på Apollo Kantine / Charlottenborg i København. En multidisciplinær oplevelse skabt i samarbejde med instruktør Tur Biering, scenograferne Dicki Lakha og Christian Friedlander samt designer Henrik Vibskov. Produceret i samarbejde med Kaja Management.  
I 2020 udkom “Suicide Tourist - Music from the motion picture”. Musik skabt som score til filmen “Selvmordsturisten” af instruktør Jonas Arnby. Mikkel Hess modtog sammen med Kaya Wilkins (Okay Kaya) Robert prisen fra Det Danske Filmakademi for “årets sang” “One Last Time”.  
I 2021 udsendtes albummet “Apollonian Solos” der byder på en række solofortolkninger af Hess Is More repertoiret skabt af medlemmer i live bandet. En musikalsk lock-down “tour de chambre”. 
Ligeledes i 2021 udkom det første album i serien “Piano Chronicles” hvor Nikolaj Hess som solopianist fortolker lillebror Mikkels repertoire. Dette album markerer desuden Hess Is Mores tilbagevenden til pladeselskabet Music For Dreams.  
I 2022 udkom “Ibojas Sange” skabt i samarbejde med forfatter og vokalist Iboja Wandall-Holm (f. 1923). Albummet er en rejse gennem sange og minder fra Ibojas 100 år på jord. Albummet er produceret i samarbejde med Kenneth Bager og en række medlemmer af Hess Is More live bandet.   

## Galleri
- Fotos fra Hess is More koncert i Aarhus 2024
- Mikkel Hess 
Foto: Hreinn Gudlaugsson
- Mikkel Hess 
Foto: Hreinn Gudlaugsson
- Nikolaj Hess 
Foto: Hreinn Gudlaugsson
- Mette Lindberg 
Foto: Hreinn Gudlaugsson
- Ida Duelund 
Foto: Hreinn Gudlaugsson
- Raisa Castro 
Foto: Hreinn Gudlaugsson
- Rasmus Vestervig 
Foto: Hreinn Gudlaugsson
- Rasmus Bille Bahncke 
Foto: Hreinn Gudlaugsson

## Diskografi

### Studiealbum
- 2003: The Soundtrack
- 2005: Tip Top Dynamo
- 2006: Captain Europe
- 2006: Rosenkrantz & Gyldenstjerne er døde
- 2008: Denial
- 2011: Creation Keeps the Devil Away
- 2014: Myheadisaballroom / Whoneedsapalaceanyway
- 2017: "80 Years"
- 2020: “Suicide Tourist - Music from the motion picture”
- 2021: “Apollonian Solos”
- 2021: “Piano Chronicles Vol 1”
- 2022: “Ibojas Sange”

### Opsamlingsalbum
- 2009: Hits